# Grisbuktsinvasionen
Grisbuktsinvasionen var ett misslyckat försök att invadera Kuba av CIA-tränade exilkubaner. Dessa trupper landsattes i Grisbukten och stred under tre dagar tills de besegrades av Kubas armé och milistrupper.

## Händelseförlopp
Invasionsstyrkan hade rekryterats bland kubanska Castro-motståndare som levde i exil i framförallt Florida. Där utrustades, tränades och finansierades den av amerikanska underrättelsetjänsten CIA.
Den 17 april 1961 försökte en styrka, bestående av 1 500 exilkubaner, invadera Kuba för att störta Castroregimen, genom att landstiga vid Grisbukten. Invasionsförsöket blev ett fiasko, och styrkan besegrades av Castros trupper efter tre dagar. Invasionsstyrkan väntade sig ett ingripande från USA, när de sakta drevs tillbaka. Så hade USA gjort under en CIA-stödd statskupp i Guatemala år 1954 när den höll på att misslyckas.
När det var över hade 100 exilkubaner dödats, och de resterande 1400 fängslats. 

## Efterspel
Operationen sågs sedermera som USA:s största militära och politiska misslyckande under Kalla kriget. Forskning av Irving Janis har föreslagit att fenomenet grupptänkande i stor utsträckning drabbade de inblandade inför invasionen och att detta bidrog till att hela aktionen misslyckades som den gjorde. Bland annat hade amerikanska CIA missbedömt Castros popularitet på Kuba och invasionsplanerna hade läckt vilket gjorde att Castros försvar var väl förberett. USA stödde en första våg av bombplan som lyckades sämre med att förstöra Kubas flygvapen än de första rapporternas siffror, och nästa våg ställdes in. Landstigningen försenades av korallrev utanför Grisbukten som underrättelserna missat.
Operationen hade initierats med den tidigare presidenten i USA, Dwight D. Eisenhower, goda minne. President John F. Kennedy var nytillträdd och tveksam, men godkände planerna och utfärdade ordern. Den amerikanska staten nekade till en början till inblandning men omvärlden var övertygad om den och i senare förhandlingar erbjöd USA bistånd i utbyte mot de fängslade soldaterna. De skickades därefter tillbaks till USA efter att Kuba fått bistånd i form av barnmat och mediciner till ett värde av 53 miljoner dollar.
Invasionsförsöket ökade den redan spända relationen mellan länderna och förstärkte Kubas relationen med Sovjetunionen, USA:s huvudmotståndare i Kalla kriget. Det fick därför stor del i att Castro accepterade Sovjetunionens önskan att placera kärnvapen på Kuba, vilket ledde till Kubakrisen året efter.